# 8132 Vitginzburg
8132 Vitginzburg è un asteroide della fascia principale. Scoperto nel 1976, presenta un'orbita caratterizzata da un semiasse maggiore pari a 2,6270156 UA e da un'eccentricità di 0,1028486, inclinata di 14,18449° rispetto all'eclittica.